# Alcides Díaz
Alcides Orlando Díaz Macías (Pacora, Panamá; 4 de julio de 2001) es un futbolista panameño. Juega de delantero y su equipo actual es el Alianza FC de la Primera División de Panamá.

## Trayectoria
Se formó en el Alianza FC y debutó en la Primera División de Panamá como juvenil el 26 de enero de 2020 en la derrota 1 a 0 contra el Club Atlético Independiente de La Chorrera en el Estadio Agustín Muquita Sánchez. El 7 de octubre de 2020 fue anunciado como nuevo jugador profesional del club. Salió campeón del Torneo Apertura 2022.

## Clubes
| Club       | País   | Año             |
| ---------- | ------ | --------------- |
| Alianza FC | Panamá | 2020 - presente |

## Palmarés

### Campeonatos nacionales
| Título          | Club       | País   | Año  |
| --------------- | ---------- | ------ | ---- |
| Torneo Apertura | Alianza FC | Panamá | 2022 |